# 西港中心

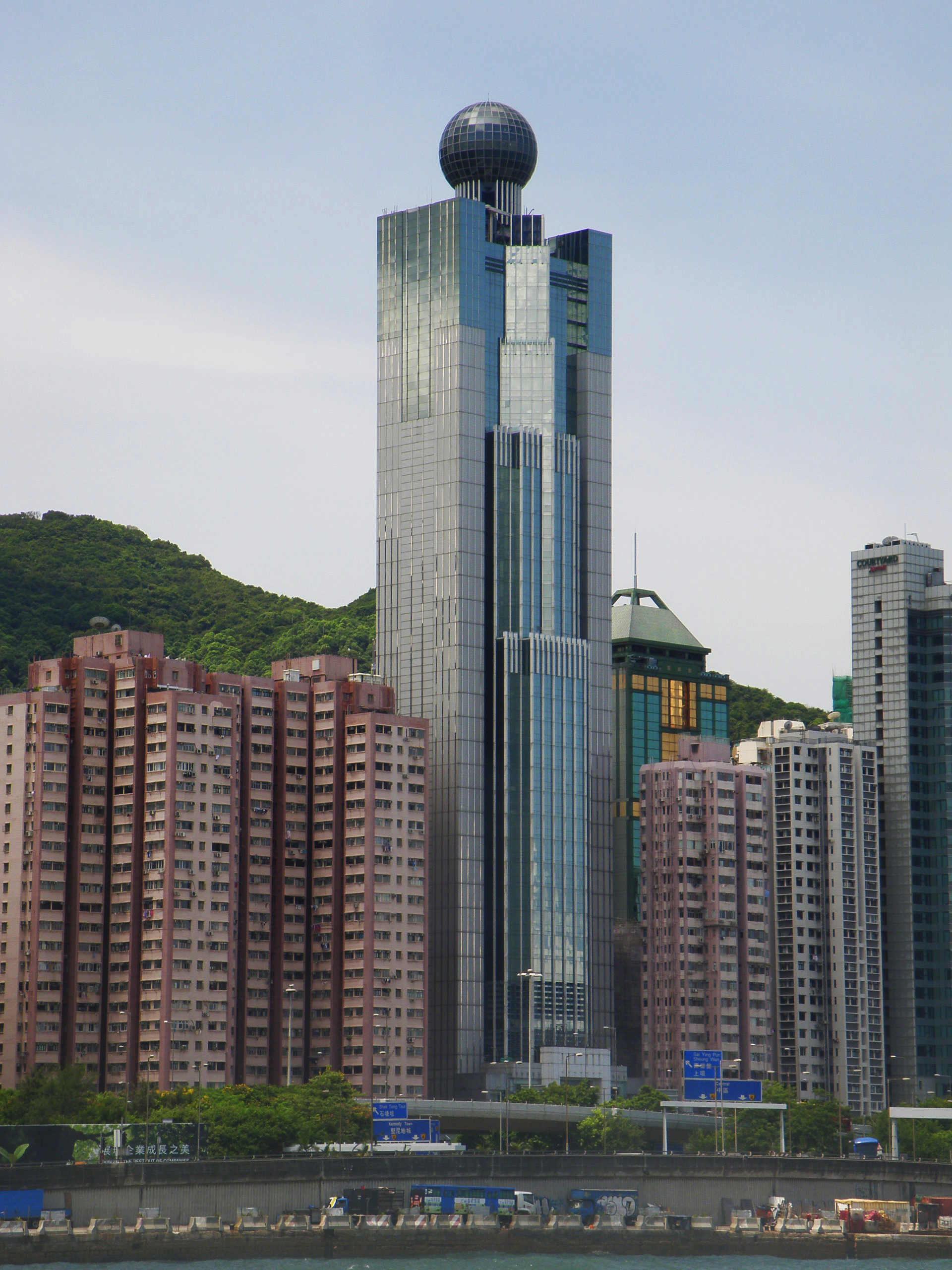
西港中心

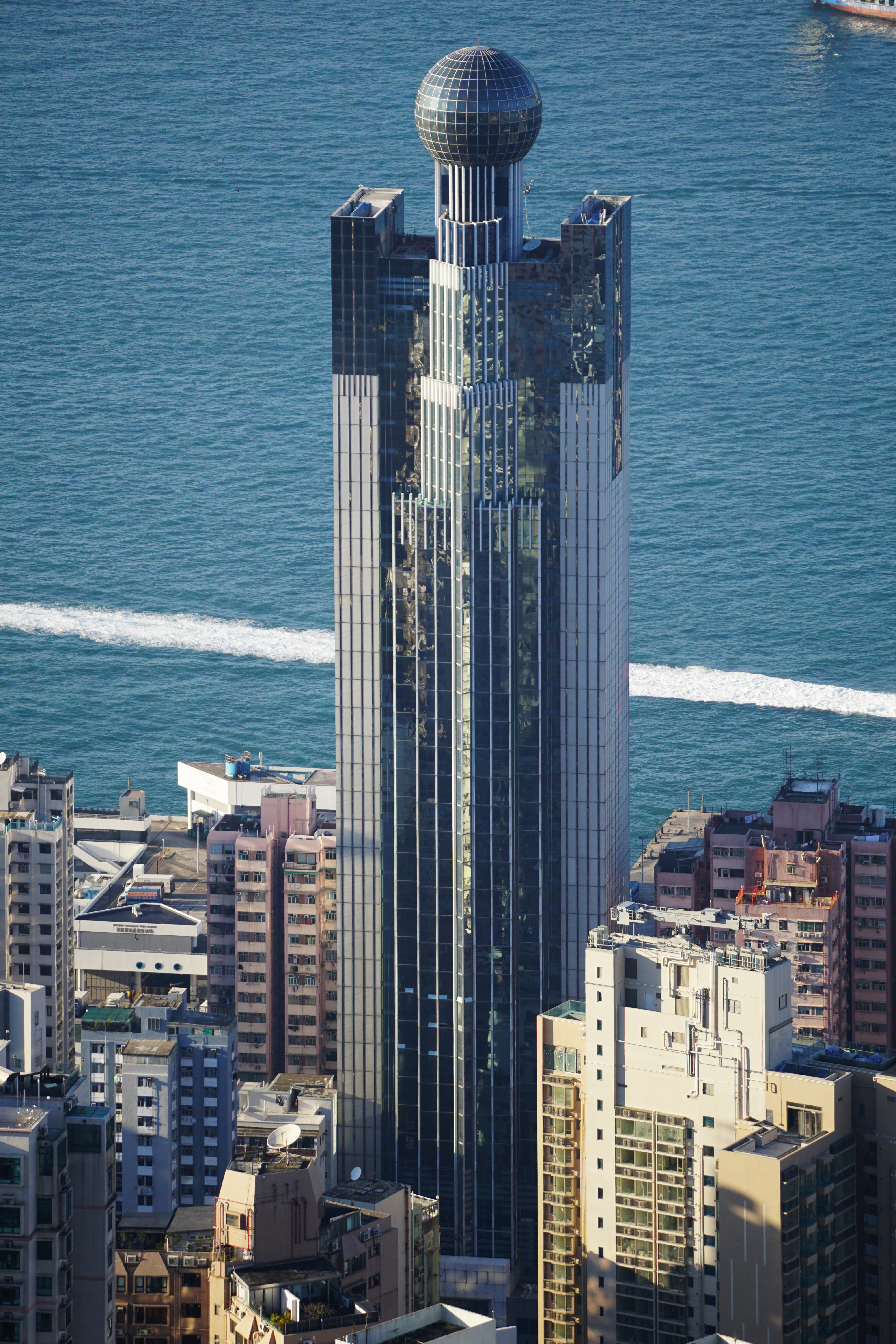
俯瞰西港中心

招商局西港中心（英語：China Merchants Group The Westpoint），俗稱中聯辦大樓，是香港港島西營盤一座摩天大樓，地址為干諾道西160號，背靠德輔道西並與西區警署一街之隔。現為中華人民共和國中央人民政府駐香港特別行政區聯絡辦公室所在地，因此被俗稱為「中聯辦大樓」。

## 歷史
西港中心由招商局集團發展，何顯毅建築師設計，於1999年落成，樓高187.5米，共設42層，球狀觀景台位於42樓，41樓為4間連套房的辦公室，西港中心外觀的主要特色就是其頂部的球狀建築，使它成為西營盤的地標之一。
西港中心前門位於北面，南門向德輔道西電車路，入口大堂樓底特高，地庫自設停車場。前門設置旗杆及鐵閘，前地放置花糟。

## 交通

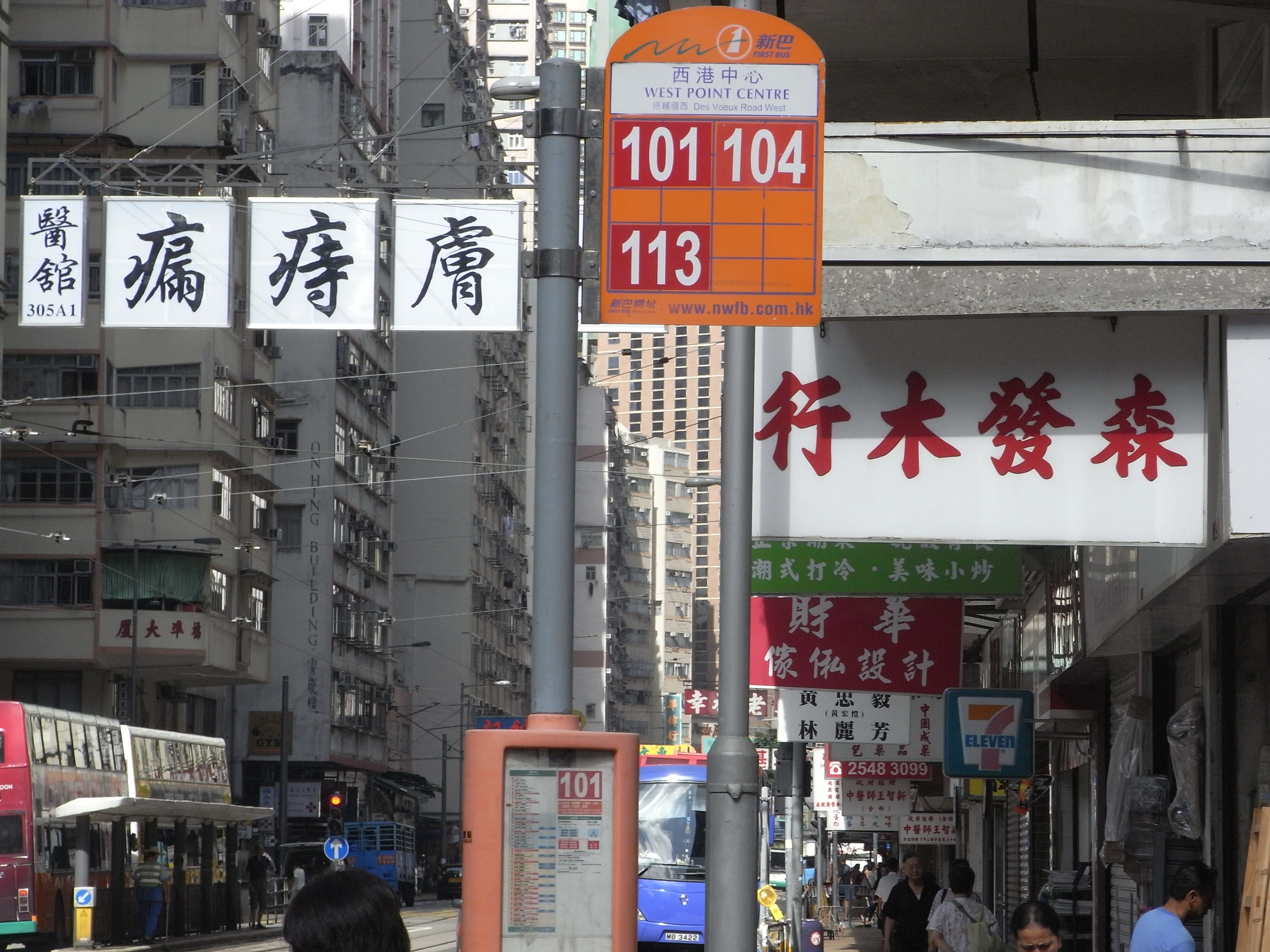
位于西港中心外的巴士站